# El club de los suicidas (película de 2007)
El club de los suicidas es una película española dirigida por Roberto Santiago.

## Argumento
La película está ambientada en Madrid. Un grupo de personas se reúnen en una terapia para suicidas organizada por la Seguridad Social. Sus vidas van a cambiar cuando descubren un libro del escritor Robert Louis Stevenson titulado El club de los suicidas. Para ello deciden emular a los protagonistas de la obra creando su propio club secreto. El objetivo del club es matarse los unos a los otros. Para ello, cada semana escogen una noche en la que reunirse en un almacén, y a través de un juego de cartas, descubrir quién será la próxima víctima.

## Comentarios
En 1909 se realizó una versión dirigida por D. W. Griffith.
En la banda sonora hay 2 canciones destacadas:
- Contigo del álbum Yo, mi, me, contigo, de Joaquín Sabina (1996).
- Bailar pegados, del álbum Sintiéndonos La Piel, de Sergio Dalma (1991).

## Reparto
| Intérprete        | Personaje           |
| ----------------- | ------------------- |
| Fernando Tejero   | Antonio             |
| Lucía Jiménez     | Ana                 |
| Luis Callejo      | Manuel              |
| Juanma Cifuentes  | Javi                |
| Cristina Alcázar  | Mª José             |
| Alberto Jo Lee    | Tsu Wen             |
| Joan Dalmau       | Pedro               |
| Clara Lago        | Laura               |
| Manuela Velasco   | Andrea              |
| Rafa Castejón     | Jaime               |
| Fernando Gil      | Sacerdote           |
| Hugo Kim          | Primo Tsu Weng      |
| Víctor Barba      | Compañero           |
| Concha Delgado    | Chica Burguer       |
| Reyman Rodríguez  | Chico Burguer       |
| Benito Sagredo    | Encargado Burguer   |
| Víctor Duplá      | Ciego ONCE          |
| Raquel Romero     | Mujer Suicida       |
| Borja Alonso      | Hombre Suicida      |
| Pedro Maestre     | Hombre Suicida 2    |
| Curro Royo        | Policía Comisaría   |
| Fernando Moraleda | Vigilante Cárcel    |
| Félix Cubero      | Operario Cementerio |
| Begoña Hernando   | Enfermera           |
| David Luque       | Vigilante           |
| Cristina Rojas    |                     |